# Iso Torsavaara
Iso Torsavaara är en kulle i Finland. Den ligger i Kittilä i landskapet Lappland, i den norra delen av landet, 800 km norr om huvudstaden Helsingfors. Toppen på Iso Torsavaara är 254 meter över havet.
Terrängen runt Iso Torsavaara är huvudsakligen platt.  Trakten runt Iso Torsavaara är nära nog obefolkad, med mindre än två invånare per kvadratkilometer.